# جزيرة بورونغ (باسر)
جزيرة بورونغ وهي جزيرة من جزر إندونيسيا، وتقع مقاطعة باسر في إقليم كالمنتان الشرقية في إندونيسيا.